# Wojciech Dobija
Wojciech Dobija (ur. 21 kwietnia 1859 w Rybarzowicach, w pow. bialski, zm. 10 lutego 1933 we Lwowie) – generał brygady Wojska Polskiego.

## Życiorys
Był synem Szczepana, właściciela młyna, i Marii. W 1878 ukończył cesarskie i królewskie Wyższe Realne Gimnazjum w Wadowicach. W gimnazjum uczęszczał do jednej klasy z Tadeuszem Zapałowiczem, późniejszym tytularnym generałem dywizji. Następnie rozpoczął studia w Terezjańskiej Akademii Wojskowej w Wiener Neustadt. 18 sierpnia 1881 zawodowy oficer austriackiej piechoty. W latach 1882–1886 instruktor w szkole jednorocznych ochotników, potem pełnił służbę na stanowiskach liniowych. W latach 1889–1903 poza wojskiem – urzędnik pocztowy. Powrócił do służby w stopniu majora. Dowódca II batalionu Pułku Piechoty Obrony Krajowej Nr 37 w Baošići (Czarnogóra). W latach 1912–1913 wziął udział w mobilizacji sił zbrojnych Monarchii Austro-Węgierskiej, wprowadzonej w związku z wojną na Bałkanach. W 1914 roku został dowódcą Pułku Piechoty Obrony Krajowej Nr 36 w Kołomyi. Służył w administracji wojskowej, przeważnie na terenach Polski. W czasie służby awansował na kolejne stopnie: podpułkownika (1 maja 1912 roku), pułkownika (1 listopada 1914 roku).
Piotr Stawecki, opierając się na aktach personalnych generała, podał, że pierwszy okres służby Wojciecha Dobija w c. i k. Armii trwał sześć lat (1881-1887); po przeniesieniu do rezerwy studiował na Wydziale Prawa Uniwersytetu Lwowskiego, a następnie pracował. Walczył z Rosjanami na froncie wschodnim; był ciężko ranny; w 1915 został komendantem obozu jenieckiego w Terezinie; później przeniesiony w stan spoczynku; na początku 1918 przez dwa miesiące pozostawał w służbie administracyjnej w Radomiu; od kwietnia 1918 pracował w Starostwie w Zastawnej na Bukowinie. W kwietniu 1917 uzyskał nobilitację, wraz z dodaniem (we wrześniu 1918) predykatu „von Kamieniec” Po rozpadzie monarchii austro-węgierskiej powrócił do Lwowa.
W grudniu 1918 zgłosił się do Wojska Polskiego i otrzymał przydział do rezerwy oficerskiej we Lwowie. Pełnił służbę inspekcyjną w garnizonie Lwów. 21 sierpnia 1919 roku został przyjęty do Wojska Polskiego z zatwierdzeniem posiadanego stopnia pułkownika, zaliczony do I Rezerwy armii, powołany do służby czynnej na czas wojny i przydzielony do Sekcji Poboru i Uzupełnień Departamentu I Ministerstwa Spraw Wojskowych w Warszawie. 3 września 1919 roku otrzymał przeniesienie na stanowisko komendanta Powiatowej Komendy Uzupełnień 49 Pułku Piechoty w Kołomyi. 24 marca 1921 został przeniesiony do Głównej Stacji Zbornej w Krakowie. Z dniem 1 maja 1921 przeniesiony został w stan spoczynku, w stopniu pułkownika piechoty. 26 października 1923 roku Prezydent RP Stanisław Wojciechowski zatwierdził go w stopniu generała brygady.
Na emeryturze mieszkał we Lwowie. Zmarł 10 lutego 1933 we Lwowie. Pochowany w Stanisławowie. Żonaty z Kazimierą z Iwińskich. Miał dwoje dzieci.

## Awanse
- podporucznik (leutnant) – 18 sierpnia 1881
- porucznik (oberleutnant) –
- kapitan (hauptmann II kl.) –
- kapitan (hauptmann I kl.) –
- major (major) – 1903?

## Ordery i odznaczenia
- Krzyż Oficerski Orderu Franciszka Józefa z dekoracją wojenną[13]
- Order Żelaznej Korony 3 klasy z mieczami i dekoracją wojenną[13][14]
- Krzyż Kawalerski Orderu Franciszka Józefa
- Signum Laudis Brązowy Medal Zasługi Wojskowej na czerwonej wstążce[5]
- Krzyż za 25-letnią służbę wojskową dla oficerów
- Brązowy Medal Jubileuszowy Pamiątkowy dla Sił Zbrojnych i Żandarmerii
- Krzyż Jubileuszowy Wojskowy
- Krzyż Pamiątkowy Mobilizacji 1912–1913